# Classification décimale de Dewey
Pour les articles homonymes, voir Dewey et CDD.
La classification décimale de Dewey (CDD) est un système visant à classer l’ensemble du fonds documentaire d’une bibliothèque, développé en 1876 par Melvil Dewey, un bibliographe américain. Elle a été complétée et perfectionnée par la classification décimale universelle (CDU) développée par Henri La Fontaine et Paul Otlet.
Les dix classes retenues par la classification de Dewey correspondent à neuf disciplines fondamentales : philosophie, religion, sciences sociales, langues, sciences pures, techniques, beaux-arts et loisirs, littératures, géographie et histoire, auxquelles s’ajoute une classe « généralités ». Les subdivisions suivantes sont 10 classes, 100 divisions et 1 000 sections. Elles sont en partie utilisées dans les bibliothèques à vocation encyclopédique, comme la Bibliothèque publique d'information de Paris ou la Bibliothèque du Congrès des États-Unis.

## Histoire

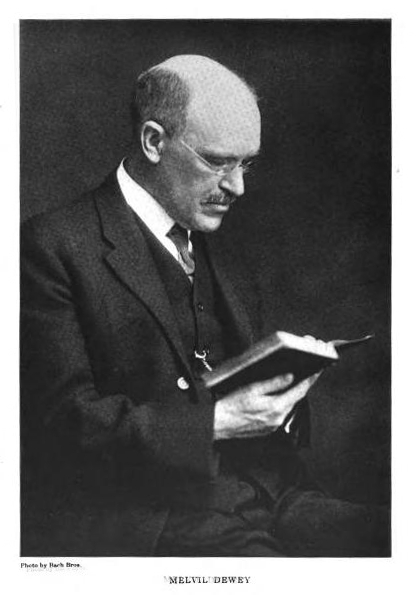
Melvil Dewey, l'inventeur de la classification décimale de Dewey.

Entre 1870 et 1875, Melvil Dewey fréquente l’Amherst Collège, au Massachusetts. Pendant son séjour, il commence à travailler à la bibliothèque et à repenser le système de classification. Dewey voulait rendre la collection plus accessible en classifiant par sujet plutôt que par auteur. Pour créer ce système, Dewey s’inspire principalement de deux ouvrages: La classification de la connaissance (The classification of knowledge) de Francis Bacon, et Book Classification, publié dans The Journal of Speculative Philosophy de William Torrey Harris. En 1605, Francis Bacon publie son livre The Proficience and Advancement of Learning Divine and Human dans lequel il a présenté son idée pour la classification de la connaissance. Il fait valoir que toutes les connaissances pourraient être divisées en mémoire (grammaire, théorie du droit, théologie professionnelle, cosmographie et arithmétique), compréhension (enseignement de la divinité, théorie médicale, la logique, les philosophies naturelles et morales) et imagination (la poésie, la musique, la pratique médicale, les mathématiques, l’astrologie, l’art militaire et la peinture). Dans les années 1870, William Torrey Harris s’inspire de la classification des connaissances de Bacon et décide de l’élargir et de l’appliquer à la classification des documents écrits dans les bibliothèques.
En mai 1873, Dewey décide d’ajouter un système décimal au système de classification hiérarchique existant de Harris afin de trouver plus facilement les livres distribués au collège Amherst. En raison du contexte dans lequel Dewey a appris et travaillé, en plus du fait que la classification de Harris s’inscrivait également dans ce contexte, son système de classification était fortement fondé sur une vision du monde anglo-saxon protestante et n’a pas nécessairement pris en compte la connaissance qui a été produite à l’extérieur de leur communauté. Cela dit, la classification décimale de Dewey est devenue par la suite l’un des systèmes de classification les plus utilisés (avec une estimation de 100 pays usagers en 1964) ce qui a attiré l’attention sur les nombreuses façons dont il est limité en dehors d’une sphère anglo-saxonne et protestante.
En effet, lors du développement de la structure classificatoire, entre 1873 et 1876, Dewey fut exagérément influencé par l’environnement et le cercle restreint du collège d’Amherst. Par conséquent, il s’appuiera sur les cursus académiques de l’institution, les ouvrages de référence, les lectures imposées ainsi que sur le positionnement idéologique et intellectuel des corps enseignants de l’établissement afin d’élaborer sa nomenclature des structures hiérarchiques d’organisation du savoir.

## Indices et divisions
La CDD répartit les ouvrages dans dix classes. Chaque classe est elle-même divisée en dix divisions, chaque division en dix subdivisions et ainsi de suite. Au total, on répertorie environ 20 000 indices. Aucun indice ne peut avoir moins de trois chiffres ; dans ce cas précis, celui de gauche correspond à la classe, celui du milieu à la division et celui de droite à la subdivision.

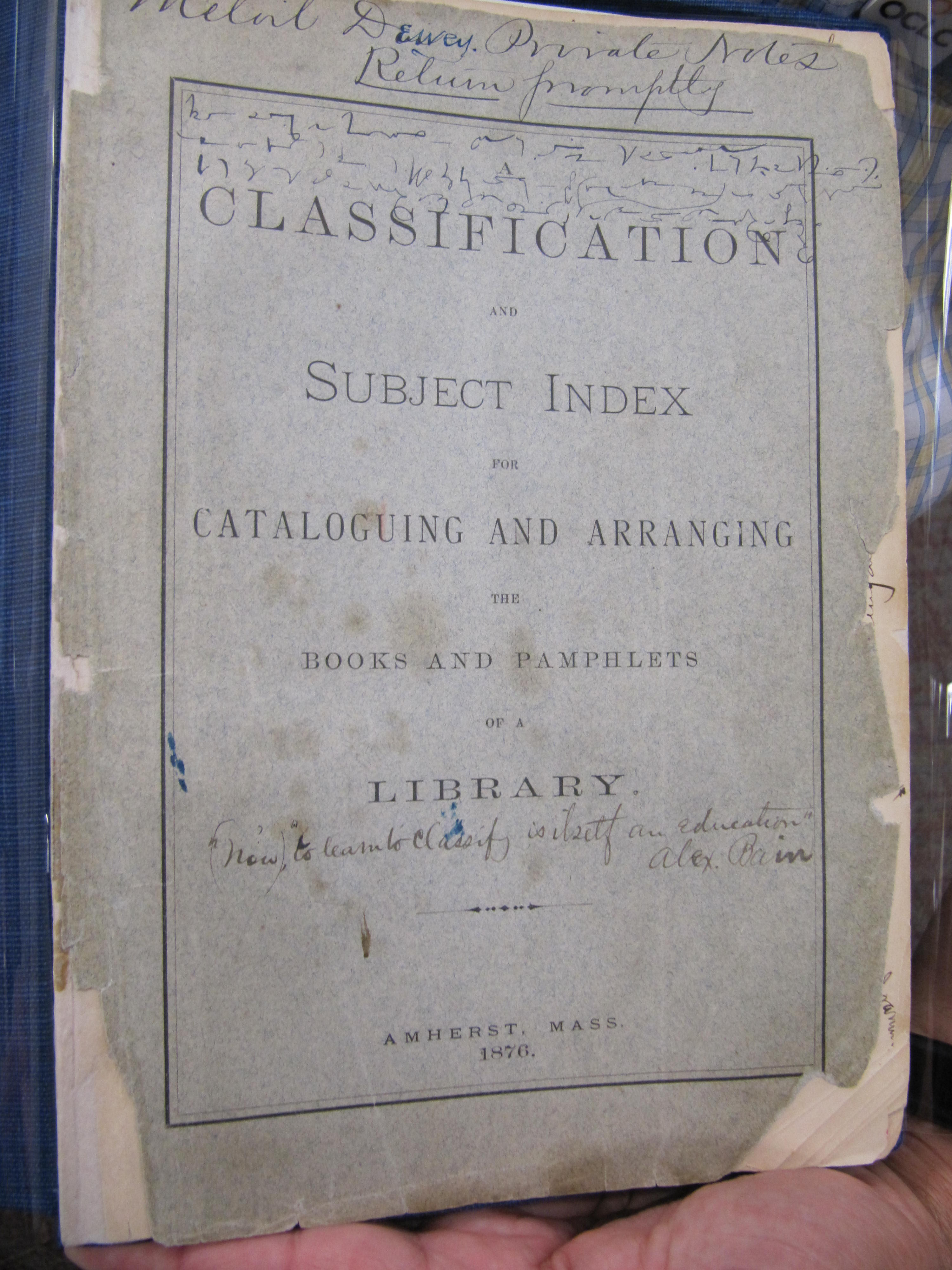
2e édition de la classification décimale Dewey, annotée par Melvil Dewey, OCLC Dublin, Ohio.

Prenons l’exemple de l’indice 537 pour l’électricité : 
- 5   = Sciences pures ;
- 53  = Physique : division des Sciences pures ;
- 537 = Électricité et électronique : division de la Physique.

Le 0, qui doit toujours être mentionné, a une valeur de généralité : 
- 500 = Généralités sur les sciences pures ;
- 530 = Généralités sur la physique[10].

Pour les indices dépassant trois chiffres, un point doit séparer les trois premiers des suivants :
- 537 = Électricité et électronique ;
- 537.2 = Électrostatique.

Si l’indice dépasse six chiffres, on laisse un caractère d'espace (pas de point) entre le sixième et le septième chiffres : 
- 944.081 6 (l’Histoire de France de 1939 à 1945).

Ainsi, plus la notion à exprimer est fine, plus l’indice est long.
Sur l’étiquette collée sur le dos d’un livre et indiquant sa cote, on peut répartir l’indice sur plusieurs lignes, ce qui permet une meilleure lisibilité ; l’indice est suivi des premières lettres du nom de l’auteur ou du titre pour former la cote.
La classification décimale de Dewey est souvent utilisée avec une marguerite des couleurs dans les bibliothèques des écoles primaires (BCD) et dans les Centres de documentation et d’information (CDI) des collèges et des lycées.

### Liste des classes
Sont détaillées dans l'article les dix classes, divisées chacune en dix divisions des deux premiers niveaux, :
- 000 – Informatique, information et ouvrages généraux ;
- 100 – Philosophie et psychologie ;
- 200 – Religieux ;
- 300 – Sciences sociales ;
- 400 – Langue ;
- 500 – Science pure ;
- 600 – Technologie ;
- 700 – Arts et loisirs ;
- 800 – Littérature ;
- 900 – Histoire et géographie.

### Exemple de divisions successives
- 600 - Techniques. (L’indice est 600, car il faut au moins trois chiffres.)
  - 640 - Vie domestique. (L’indice est 640, car il faut au moins trois chiffres.)
    - 641 - Alimentation
      - 641.5 - Cuisine. (Un point sépare le troisième et le quatrième chiffres.)
        - 641.57 - Cuisine pour les collectivités

### Organisation de la23eédition (2011)
La 23e édition de la CDD est composé des parties suivantes:
(A) Introduction : description et mode d’emploi de la CDD
(B) Glossaire : courtes définitions des termes employés dans la CDD
(C) Guide : un guide d’utilisation de la CDD composé surtout d’explications élaborées relatives à des secteurs difficiles de la classification. Les notes du Guide sont signalées par une icône de livre à côté des indices des Tables générales ou des Tables auxiliaires.
(D) Tables auxiliaires : six tables numérotées de notations qu’on peut ajouter aux indices de classification pour préciser les sujets
(E) Sommaires de la CDD : les trois premiers niveaux des indices de la CDD
(F) Tables générales : organisation du savoir de 000–999

(G) Index : liste alphabétique des sujets et des disciplines dans lesquelles les sujets sont traités avec sous-classement alphabétique sous chaque rubrique.

## Limites du système
Tout classement constitue un compromis entre l’objectif de simplifier la tâche du classificateur et celui de simplifier la tâche du chercheur. Dans le cas de la classification de Dewey, c’est le premier de ces deux facteurs qui a été privilégié : il n’est pas possible de se documenter sur un sujet sans savoir très précisément à quelle discipline le rattacher. Or cela pose un problème lorsqu’un ouvrage traite précisément du lien entre deux disciplines. La bio-informatique, par exemple, sera-t-elle à chercher dans la section 500 ou 600 ? Et plus précisément 570 ou 620 ? Comme il n’est pas possible de répondre avec précision à cette question, la classification de Dewey se complètera utilement d’autres techniques ou des tables auxiliaires comme :
- le KWIC (Key Word In Context) ;
- la recherche plein texte au moyen des outils informatiques appropriés ;
- L’utilisation de l’indice interdisciplinaire dans les tables générales ou dans l’index de la CDD[13] ;
- L’utilisation de la table du dernier recours lorsque plusieurs indices peuvent s’appliquer à un document[13].

La principale critique de cette classification est qu’elle a été centrée sur l’état d’esprit de la fin du XIXe siècle aux États-Unis d’Amérique et qu’elle représente cet état d’esprit qui ne correspond plus à notre conception actuelle des connaissances.
Ainsi, dans la classe 800 (Littérature), les deux premières divisions sont consacrées aux littératures en anglais (810 = Littérature américaine, 820 = Littératures anglaise et anglo-saxonnes), les six divisions suivantes aux littératures européennes (divisions 830 à 880) et une seule division aux littératures des autres langues (division 890).
De même, dans la classe 200 (Religion), les religions chrétiennes sont surreprésentées (divisions 220 à 280) tandis que les autres religions sont classées dans une seule division (290).

## Critiques et évolution
Bien qu’ayant été considérablement améliorée au cours de vingt révisions majeures, la CDD reflète toujours l’organisation générale du savoir telle qu’on la concevait aux États-Unis à la fin du XIXe siècle. C’est pourquoi la philosophie et la religion, par exemple, qui représentaient environ 10 % de la production éditoriale à cette époque, a aujourd’hui encore une position disproportionnée dans la classification.
C’est une source de critique de la CDD, qui relègue ainsi de nombreux ouvrages dans d’obscures subdivisions simplement parce qu’ils ne traitent pas de la pensée occidentale : ainsi les religions non-chrétiennes n’apparaissent que dans la division 290 (un dixième de l’espace consacré aux religions) et la littérature et l’histoire européennes sont dominantes par rapport aux autres (comme elles le sont dans les rayonnages de la Bibliothèque du Congrès des États-Unis).
De même trouve-t-on ailleurs que dans l'histoire de la France des ouvrages sur l'histoire de l'islam en France ou le dictionnaire de la colonisation française donnant l'impression d'un classement racial de l'histoire de France.
Cependant, avec l’accroissement de l’utilisation de la CDD dans le monde et un contexte d’internationalisation de cette classification, on remarque une volonté d’inclusion, de s’extraire d’une perspective strictement occidentaliste, d’une recherche de proportionnalité et de représentation culturelle plus équitable dans les schémas d’organisation du savoir.
Par exemple, dès la 16e édition (1958), des chantiers de refonte ont été entrepris afin de réexaminer la classe 200 Religion, les divisions 350 Administration publiques et 370 Éducation. Malheureusement, ces évolutions prennent un temps considérable, en particulier dans des domaines tels que le droit, l’éducation ou l’histoire qui sont spécialement complexes à mondialiser causant des enjeux d’interopérabilités entre les multiples réalités géographiques des institutions.
Aussi, cela représente un vaste projet de modernisation afin de s’affranchir du contexte historique, idéologique et sociologue ayant influé sur la conception de la CDD. Le modèle classificatoire étant surtout critiqué quant aux traitements apposés sur groupes désignés « minoritaires » par l’origine ethnique, l’orientation sexuelle, les classes sociétales, politiques ou économiques.
Certaines divisions ou subdivisions sont également vacantes ou ne sont plus utilisées.
La classification décimale universelle (CDU) est dérivée de la CDD.

### Rôle de la Bibliothèque du Congrès
Depuis longtemps, l’apport de la Bibliothèque du Congrès dans le développement, la crédibilité qualitative et l’utilisation de la CDD à fins d’indexation documentaire est incontournable. On considère que c’est l’un des atouts de cette classification que d’être maintenu par des agences bibliographiques nationales tel que celle des États-Unis.
L’histoire commence par le déménagement du bureau éditorial de la CDD au sein même de la Bibliothèque du Congrès à Washington en 1927, et l’impression systématique d’indices Dewey sur les fiches de catalogage à partir de 1930. Dorénavant, chaque année, la Dewey section attribue plus de 60 000 indices aux documents dont la description catalographique est effectuée par la Bibliothèque du Congrès, ce qui permet d’apporter des révisions aux tables de classification et d’être à l’affût de nouveaux thèmes à traiter ou des mises à jour à effectuer dans la CDD.
Ces modifications sont soumises au Comité de la politique éditoriale de la Classification décimale Dewey (EPC) qui décide de leur approbation et fixe les modalités de leur mise en application. Il est à noter que la Bibliothèque du Congrès possède son propre système de classification alphanumérique, le Library of Congress Classification Outline, les deux systèmes coexistant au sein de la même institution.

### Marque déposée
La septième édition de la DCC, qui est publié en 1911, est la première à être diffusé sous une marque déposée. Les droits de publication ont d’abord appartenu à la société Forrest Press fondée personnellement par Melvil Dewey afin de perpétuer son œuvre. Ensuite, on assiste à une première association entre la Bibliothèque du Congrès et Forest Press donnant lieu à la publication de la 16e édition de la DCC en 1958.
Depuis 1988, la classification de Dewey est un nom déposé par Online Computer Library Center (OCLC), qui a acheté les droits à la Forest Press Foundation, créée par Melvil Dewey pour poursuivre son œuvre.
En 1993, OCLC Forest Press publie Electronic Dewey, devenant le premier système de classification des bibliothèques sous forme électronique. La marque Forest Press sera définitivement retirée à la suite du déménagement du bureau OCLC Forest Press dans le siège social de OCLC à Dublin en Ohio, approximativement trois ans après 1999.

### Editorial Policy Committee (EPC)
Composé d’une dizaine de membres provenant d’une diversité de milieux documentaires, bibliothèques ou centres de formation en bibliothéconomie, situés un peu partout à travers le monde, le Editorial Policy Committee (EPC) d’OCLC et de l’ALA (American Library Association) représente les intérêts des usagers de la CDD. Son rôle est d’offrir un soutien et des conseils aux rédacteurs de la CDD quant aux changements, améliorations et mesures de développement de la classification. Chaque année, ce comité doit produire un rapport faisant des recommandations quant à la politique éditoriale, les projets de révisions de la CDD sont d’ailleurs déposés sur internet en libre consultation au grand public.

### Débats et confusion autour de l'usage de la CDD
Plusieurs bibliothèques incorporent de nouveaux systèmes de classification qui représentent mieux la diversité de leurs collections, ou elles modifient la CDD pour répondre à leurs besoins. Une plainte provenant des usagers en bibliothèque publique est que la classification décimale Dewey sépare les livres sur un sujet ou culture particulière en différentes sections plutôt que de les regrouper. Par exemple, les livres sur la cuisine française seraient sous 641.54, la langue française sous 440, les guides de voyage pour la France sous 914, et l’histoire française sous 944. Pour certains, il est redondant de chercher dans de multiples endroits différents pour trouver des livres sur une culture d’intérêt et donc, n’est souvent pas propice au bouquinage. Ainsi, certaines bibliothèques ont décidé de s’éloigner de la classification décimale Dewey pour adopter des systèmes plus intuitifs.
Cette critique n'est cependant pertinente que pour l'usage de la CDD pour la cotation pour la présentation des documents en accès direct. Cette critique n'est pas pertinente pour l'usage de la classification dans le catalogue (indexation systématique). L'indexation peut en effet être appliquée indépendamment de la cote comme par exemple dans le cas des cotes par format en magasin ou par exemple, pour la présentation des documents en accès direct R pour des ouvrages littéraires relevant de la classe 800 ou BD pour des ouvrages graphiques relevant de la classe 700.
Si la cote est par définition unique, la zone d'indexation d'un catalogue est répétable. La politique d'Aristote peut être ainsi indexée en philosophie, en Science politique et en littérature grecque classique. L'indexation permettra ainsi de prendre en compte la présence de ce titre pour l'évaluation de ces différents segments de la collection.
Pour la clarté du débat, il convient donc (pour la CDD comme pour la LCC) de ne pas confondre :
- La cote qui est une marque unique de rangement adapté à la topographie des rayonnages et à la politique de promotion ;
- L'indice qui est une qualification d'appartenance à un ou plusieurs domaine de connaissance ou d'expression artistique.

On prendra enfin en compte que l'indice est une forme d'identification et hétérogénéité des classements systématiques est incompatible avec la conduite de politiques documentaires et une évaluation des collections partagées.

### Usage international
Étant donné que le système décimal Dewey a été créé dans un espace américain, les plus grandes critiques qui viennent des usagers internationaux entourent la classification de la géographie et de la littérature.

### Usage dans les pays francophones
En 2006, on répertorie l'usage de la CDD à plus de 200 000 bibliothèques, dans 135 pays sur les cinq continents, devenant un outil de normalisation du repérage par sujet dans les collections documentaires, et cela, particulièrement au sein de la francophonie. Les bibliothèques nationales de France, du Canada et du Québec ont officiellement retenu la CDD comme instrument de classification de leurs ouvrages en libre accès au public. En France, la Direction des Bibliothèques et de la Lecture publique recommande son application pour toutes les bibliothèques centrales de prêt ainsi que pour l’organisation des bibliothèques municipales. Quant au Canada et au Québec, on estime que la CDD est utilisée par 13 000 bibliothèques publiques et scolaires ainsi que par plusieurs bibliothèques d'enseignement collégial.

#### Langues
Une grande critique provenant des utilisateurs de langues non occidentales est que la CDD représente de manière disproportionnée les langues occidentales, ne laissant que les 890 pour d’autres langues non occidentales.
810 Littératures américaines
820 Littératures anglaises et anglais ancien
830 Littératures allemandes et connexes
840 Littératures françaises et connexes
850 Italien, roumain et littératures connexes
860 Littératures espagnole, portugaise, langues galiciennes
870 Littératures latines et italiques 
880 Grec classique et littératures connexes
890 Littératures d’autres langues.
En 1965, Meena Krishnaswami a suggéré que pour représenter plus équitablement l’Inde et les différentes langues indiennes dans la collection tout en utilisant le système décimal Dewey, 800 devraient tous être consacrés à la littérature indienne, tandis que la littérature anglaise serait dans 820 et toute autre littérature linguistique dans 890,.

### Le genre
Melvil Dewey et son épouse Annie Godfrey Dewey ont tenu les conférences annuelles de Lake Placid sur sujets domestiques de 1899 à 1908. Au cours de ces conférences, il y a eu des discussions sur la classification des sujets domestiques. Au cours de la conférence de 1902, de nombreuses femmes ont fait valoir que les livres sur les aspects sociaux du travail domestique devraient se trouver dans les 300 (sociologie) et les aspects techniques dans les 640. Les défenseurs croyaient que cela renforcerait la légitimité du sujet en tant que véritable science sociale. Toutefois, cet objectif n’a pas été atteint et, en partie, la persistance de l’exclusion des sujets domestiques des 300 représente le stéréotype du genre et le manque de visibilité des sujets stéréotypés « femme » dans la culture du début du XXe siècle.